# Tritonia tetraquetra
Tritonia tetraquetra (Pallas,1788) è un mollusco nudibranco appartenente alla famiglia Tritoniidae.